# كونفوشية
الكونفوشية أو الكُنفُوشِيَّة (بالصينية:儒家): هي مجموعة من المعتقدات والمبادئ في الفلسفة الصينية، طُورت عن طريق تعاليم كونفيشيوس (孔夫子) وأتباعه، تتمحور في مجملها حول الأخلاق والآداب، طريقة إدارة الحكم والعلاقات الاجتماعية. أثرت الكونفشيوسية في منهج حياة الصينيين، حددت لهم أنماط الحياة وسُلم القِيم الاجتماعية، كما وفرت المبادئ الأساسية التي قامت عليها النظريات والمؤسسات السياسية في الصين. انطلاقا من الصين، انتشرت هذه المدرسة إلى كوريا، ثم إلى اليابان وفيتنام، أصبحت ركيزة ثابتة في ثقافة شعوب شرق آسيا. عندما تم ادخالها إلى المجتمعات الغربية، جلبت الكونفشيوسية انتباه العديد من الفلاسفة الغربيين.

## مقدمة

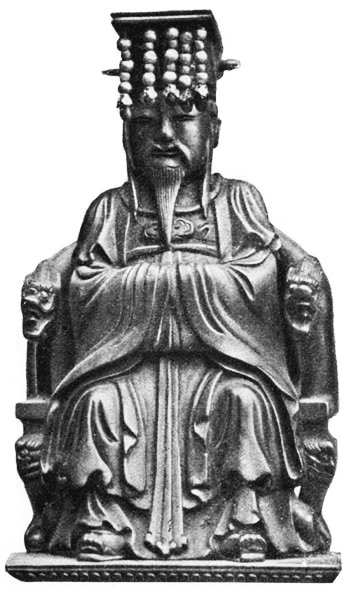
تمثال كونفوشيوس

رغم أن الكونفشيوسية أصبحت المذهب الرسمي للدولة الصينية القديمة، لم تشق هذه طريقها حتى تصبح ديانة بالمعنى المعروف، كان يعوزها وجود هياكل أساسية، وطبقة من الكهنوتية (رجال الدين). حظيَّ كونفيشيوس (孔夫子) بمكانة رفيعة لدى رجال أهل العلم في الصين، كانوا يطلقون عليه ألقاب الـ«معلِم» والـ«حكيم»، إلا أن تبجيلهم إياه لم يرق أبدا إلى درجة التأليه (من الألوهية). يبدو أن بعض المؤرخين في الغرب أساء فهم هذا التصور، نظرا لملازمة مفهوم عبادة الأسلاف للديانة الصينية. لم يكن كونفيشيوس (孔夫子) نفسه يدعي أنه إله. عكس الديانات الأخرى، لم تكن المعابد التي شُيدت على شرف كونفيشيوس أماكن لتجميع طوائفَ من الأتباع المنتمين، ولكن مبانٍ عمومية مخصصة لمراسيم سنوية وبالأخص يوم عيد ميلاد كونفيشيوس. بسبب الطبيعية الأساسية الدُنيوية (لادينية) لهذه الفلسفة، فشلت كل المحاولات التي كانت تهدف لأن تجعل من الكونفيشيوسية عقيدة دينية.

## العقائد

### النظرية واللاهوت
تدور الكونفوشية حول السعي إلى وحدة الذات الفردية وإله السماء (تيان)، أو مثلما يُقال، حول العلاقة بين الإنسانية والسماء. مبدأ السماء (لي وداو)، تنظيم الخلق ومصدر السلطة الإلهية، أحادي في بنيته. قد يدرك الأفراد إنسانيتهم، ويتحدون مع السماء من خلال التأمل في مثل هذا النظام. يمتد هذا التحول في الذات ليشمل الأسرة والمجتمع لخلق مجتمع ائتماني متناغم. درس جويل ثورفال الكونفوشية كدين مدني منتشر في الصين المعاصرة، فخلص إلى أنها تعبر عن نفسها في العبادة الواسعة الانتشار لخمسة كيانات كونية: السماء والأرض (دي)، والسيادية أو الحكومة (جون)، والأسلاف (سين)، والأسياد (شي).
السماء ليست بعضًا من الوجود المسبق في العالم الزمني. وفقًا للباحث ستيفان فويكتونغ، في علم الكونيات الصينية، وهو ليس كونفوشوسيًا فحسب، بل تشترك فيه جميع الأديان الصينية، «يخلق الكون نفسه من فوضى أولية من الطاقة المادية» (هاندون وسي)، وينظم من خلال قطبية يين ويانغ الذي يميز أي شيء في الحياة. بالتالي فالخلق هو تنظيم مستمر، فهو ليس خلق من لا شيء. يين ويانغ هما الخفي والمرئي، المتقبل والنشط، وعديم الشكل والمشكّل؛ ويميزان الدورة السنوية (الشتاء والصيف)، والمشهد (المظلل والمشرق)، والجنسين (الإناث والذكور)، بل وحتى التاريخ الاجتماعي السياسي (الفوضى والنظام). تهتم الكونفوشية بإيجاد «طرق وسط» بين اليين واليانغ في كل شكل جديد للعالم.
توفق الكونفوشية بين كل من القطبين الداخلي والخارجي للتهذيب الروحي، أي تهذيب الذات والخلاص في العالم، التي جُمعت في المثل العليا «خشنة من الداخل طيبة من الخارج». تُترجم الرن إلى «الإنسانية» أو الجوهر السليم للإنسان، وهي رمز العقل الرحيم، إنها الفضيلة الممنوحة من السماء وفي الوقت نفسه الوسائل التي يمكن للإنسان أن يحقق بها وحدانية مع السماء بفهمه لأصله وبالتالي الجوهر الإلهي.  تُعرف في داتونغ شو أنها «تشكيل جسد واحد مع كل الأشياء» و «عندما لا تفصل الذات عن الآخرين... يُثار التعاطف والتراحم».

#### تيان والآلهة
يشير تيان، وهو مفهوم رئيسي في الاعتقاد الصيني، إلى «إله السماء»، القطب الشمالي في السماء ونجومها المغزلية، والطبيعة الأرضية وقوانينها التي تأتي من السماء، إلى «السماء والأرض» (أي، «كل الأشياء»)، وإلى القوى المذهلة خارج سيطرة الإنسان. هناك مثل هذا العدد من الاستخدامات في الاعتقاد الصيني إذ لا يمكن إعطاء ترجمة واحدة في الإنجليزية.
استخدم كونفوشيوس المصطلح بطريقة باطنية. وكتب في كتاب تعاليم كونفوشيوس (7.23) أن تيان أعطاه الحياة، وأن تيان يراقبه ويحكم عليه (6.28، 9.12). يقول كونفوشيوس في 9.5، إن الشخص قد يعرف حركات تيان، وهذا يعطي شعوراً بأن يكون له مكان خاص في الكون. يقول كونفوشيوس في 17.19، إن تيان تحدث معه، ولكن ليس بالكلمات. يحذر العالم روني ليتلجون من أن تيان لم يفسر على أنه شخصية إلهية تشبه إله الأديان الإبراهيمية، بمعنى خالق متعالٍ أو آخروي. إنه بالأحرى يشبه ما يعنيه الطاويون من قبل داو: «الطريقة التي تكون بها الأشياء» أو «انتظام العالم»، والتي يساويها ستيفان فويكتونغ مع المفهوم اليوناني القديم المتمثل في «الطبيعة» مثل توليد الأشياء، وتجديدها، والنظام الأخلاقي. يمكن مقارنة تيان أيضًا بتقاليد براهمان الهندوسية وكتاب فيدا المقدس. أوضح الباحث بروميس هسو، في أعقاب روبرت بي. لودين، 17:19 («ماذا يقول تيان أبدًا؟ ومع ذلك، هناك أربعة فصول تتعاقب وهناك المئات من الأشياء قادمة إلى الوجود. ماذا يقول تيان؟») مما يعني أنه على الرغم من أن تيان ليس «شخصًا يتحدث»، لكنه «يفعل» باستمرار من خلال إيقاعات الطبيعة، ويُبلغ «كيف يجب أن يعيش ويتصرف البشر»، على الأقل لأولئك الذين تعلموا أن ينصتوا إليه بعناية.
قال زينغونغ، تلميذ كونفوشيوس، إن تيان وضع السيد على الطريق ليصبح رجلًا حكيمًا (9.6). يقول كونفوشيوس في 7.23، إنه لم يعد لديه أدنى شك في أن تيان أعطاه الحياة، ومنه طوّر فضيلة الحق (دا). يقول في 8.19، إن حياة الحكماء تتشابك مع تيان.
يقول كونفوشيوس في كتاب تعاليم كونفوشيوس فيما يتعلق بشخصية الآلهة التي تحيي الطبيعة (شِن، الطاقات تنبع وتستنسخ من تيان)، إنه من المناسب (يي) للناس أن يعبدوهم (جينغ)، وإن كان ذلك من خلال الشعائر المناسبة (لي)، التي تعني احترام المواقع وحسن التقدير. كان كونفوشيوس نفسه سيد الطقوس والقرابين. ردًا على تلميذ سأل عما إذا كان من الأفضل التضحية لإله الموقد أو لإله الأسرة (مقولة شائعة)، يقول كونفوشيوس في 3.13، يجب على الفرد أولًا أن يعرف ويحترم السماء، لكي يصلي للآلهة بشكل مناسب. يوضح في 3.12 أن الطقوس الدينية تنتج تجارب ذات معنى، وعلى المرء أن يقدم تضحيات شخصية، ويؤثر في الوجود، وإلا «فهو مثل عدم التضحية على الإطلاق». للشعائر والتضحيات للآلهة أهمية أخلاقية: فهي تخلق حياة طيبة، لأن المشاركة فيها تؤدي إلى التغلب على الذات. يخبرنا كتاب تعاليم كونفوشيوس في 10.11 أن كونفوشيوس أخذ دائمًا جزءًا صغيرًا من طعامه ووضعه في أوعية القرابين كقربان لأسلافه.
طورت الحركات الأخرى، مثل الموهية التي امتصت لاحقًا من الطاوية، فكرة أكثر ألوهية عن السماء. يشرح فويكتونغ أن الاختلاف بين الكونفوشية والطاوية يكمن في المقام الأول في حقيقة أن الأولى تركز على تحقيق نظام السماء المليء بالنجوم في المجتمع البشري، في حين أن الأخيرة تركز على التأمل في داو الذي ينشأ بصورة عفوية في الطبيعة.

### الأخلاق الاجتماعية والأخلاقيات
ومثلما وضح ستيفان فويكتونغ، فالنظام القادم من السماء يحفظ العالم، ويتعين على الإنسانية أن تتبعه في إيجاد «طريق وسط» بين قوى اليين واليانغ في كل شكل جديد للعالم. يُعرف الوئام الاجتماعي أو الأخلاق على أنه النظام الأبوي، والذي يُعبر عنه في عبادة الأسلاف، والأسلاف المؤلهين في خط الذكور، في أضرحة الأسلاف. توصف القوانين الأخلاقية الكونفوشيوسية بأنها إنسانية. قد يمارسها جميع أفراد المجتمع. تتسم الأخلاق الكونفوشيوسية بتشجيع الفضائل، التي تشتمل عليها الثوابت الخمس، والتي صاغها علماء الكونفوشيوسية من التقاليد الموروثة خلال عهد سلالة هان الحاكمة. الثوابت الخمسة هي:
- الرن (الإحسان، الإنسانية).
- يي (الحق، العدالة).
- لي (الشعائر المناسبة).
- شي (المعرفة).
- سين (النزاهة).

وترافق هذه مع سيزي الكلاسيكية، التي تُفرد أربع فضائل، أحدها مدرج ضمن الثوابت الخمسة:
- شون (الإخلاص)
- سيا (بر الوالدين).
- سييه (العارض السماوي).
- يي (الحق).

ما تزال هناك عناصر أخرى كثيرة، مثل تشاون (الصدق)، شو (الرحمة والمغفرة)، ليان (الصدق والنقاء)، شي (العار، والقضاء، وحس الصواب والخطأ)، يونغ (الشجاعة)، وين (اللطيف والطيب)، لانغ (الخير، طيب القلب)، غونغ (المحترم، الموقر)، سيين (المقتصد)، ران (التواضع، تحقيق الذات).

## الكتابات وتدوين التعاليم
دُونت مبادئ المدرسة الكونفشيوسية في تسع من الكتابات الصينية القديمة والتي تم توارثها عن كونفشيوس وأتباعه، تمت كتابتها أثناء فترة حكم سلالة «تشو» (周朝)، عرفت تلك الفترة نشاطا مكثفا للمدارس الفلسفية. يمكن تقسيم هذه الكتابات إلى قسمين رئيسين:
- الكتابات الخمس التقليدية (وو-جينغ)؛
- الكتابات الأربع (سيشو).

تم تَنَاقل تعاليم كونفشيوس بالطريقة الشفوية، لاحقا تم تدوين هذه التعاليم في مؤلَف الـ«لون-يو». يبدو المُعلِم (كونفشيوس) كما لو أنه يريد أن يُظهر نفسه بمظهر الأخلاقيّ (الذي يكتب في الأخلاقيات) المحافظ، في وقت عرفت فيه البلاد اضطرابات كبرى ميزها حالة الانفلات السياسية، والتحولات الاجتماعية التي تلت انحلال مملكة «تشو» إلى ممالك اقطاعية متحاربة. حملت حالة الهيجان التي عرفتها البلاد كونفشيوس ومفكريين آخرين، على تَدبُر الطريقة المثلى لاسترجاع وحدة المملكة، أصبحوا ورغما عنهم فلاسفة ومبدعين (من باب أنهم أوجدو أو سَنُوا أفكارا جديدة) في آن واحد.
نادى كونفوشبوس بمبدأ سيادة الشعب. فهو يقول أن الأمة هي صاحبة السيادة ومصدر السلطة. وعلى الرغم من اعتناقه للمذهب التيوقراطي واعترافه بالحق الإلهي للأباطرة. لم يرتب على هذه الأفكار و نتائجها الطبيعية إذ حارب السلطان المطلق للأباطرة. وعدّ سلطة الملك غير مشروعه مالم تقترن برضى الشعب حتى انه حبذ الثورة على الحاكم الذي يستبد بالسلطة أو يسيء استخدامها.
و تميزت فلسفته باتجاهات اشتراكيه واضحه. وجعل من أهداف الحكومة التي يسميها «الهيئة العادله المستقيمه» العناية بالإنتاج القومي حتى توفر للشعب الحاجات الضروريه. كما دعى إلى اقامة عداله اجتماعية واعانة المرضى والعاجزين عن العمل.
كما دعا إلى اتحاد شعوب العالم جميعا في «جمهورية عالمية واحده»

## مفهوم الـ«لي»
يرى كونفشيوس أن النظامين السياسي والاجتماعي يشكلان وحدة متكاملة. الفضائل والمناقب الشخصية للحكام ورجال البلاط (الأرسطقراطيين) وحدهما كفيلان بأن يضمنا عافية الدولة. يتم استتباب النظام عن طريق نشر شعائر الـ«لي» (禮) والموسيقى، كانت الموسيقى الصينية المعاصرة للفترة من أهم العناصر في الشعائر والممارسات الدينية. أقرَ «كونفشيوس» بتفوق الموسيقى، عند استعمالها بوظيفتها الروحانية وسلطانها على أفئدة الناس. كان كونفشيوس يستحب القصائد الصينية القديمة، والتي كانت تنظم عادة في صيغة موسيقية، كان يشيد بقيمتها الحضارية. كان يرى أن الدولة التي تمتلك موسيقى وشعائر خاصة بها، يتم اختيارهم من بين الأعراف والتقاليد الموجودة، يمكن أن تنتج مواطنين سعداء ويتمتعون بقدر كاف من الفضيلة، يجعل الدولة في غنى عن تشريع القوانين حتى تضمن حسن انضباطهم. سيعم البلاد الأمان وتصبح القوانين بلا فائدة. جاب كونفشيوس بلاد الصين بحثا عن الحاكم المثالي الذي يريد (ويستطيع) تبني هذه التعاليم، ولكنه كان يحاول عبثا.

## مفهوم الـ«رن»
تتمحور الفكرة العامة للأخلاقيات الكونفشيوسية في مفهوم الـ«رن» (仁)، والتي يمكن ترجمتها بـ«إنسانية» أو«طِيبَةُ القَلْب». «رن» هي الفضيلة السامية والتي تمثل أفضل ما في النفس البشرية. في عصر كونفشيوس كان مفهوم الـ«رن» مقرونا برجال الطبقة الحاكمة، مع الزمن تحول مدلوله وأصبح يعني طبقة «النبلاء»، على أن هذا المفهوم أصبح أشمل فيما بعد. في العلاقات الإنسانية على غرار تلك التي تجمع بين شخصين، يتجلى الـ«رن» (仁) عبر عدد من المفاهيم الأخرى:
- الـ«تشونغ» (忠)، أو الإخلاص تجاه الذات وتجاه الآخرين،
- الـ«شياو» (孝)، أو «الإيثار» (إيثار الغير على النفس)، والذي يعبر عنه كونفشيوس في قاعدته الذهبية:«لا تفعل بالآخرين مالاتحب أن يفعله الآخرون بك».
- الـ«جونتسه» (君子)، يمكن ترجمتها بالرجل الشريف (بفضائله وليس بنسبه)، ويطلق على الشخص الذي تجتمع فيه عدة فضائل، على غرار الاستقامة، اللباقة، التأدب، النزاهة بالإضافة إلى التقوى والورع.

سياسيا كان كونفشيوس يدعو إلى حكومة أَبَوية (تسلطية) يقودها حاكم يحظى بالاحترام ومطاع بين رعيته. يجب على الحاكم أن ينمي أخلاقه لتبلغ الكمال، حتى يكون مثالا يحتذي به شعبه. في الميدان التربوي كانت لـ«كونفشيوس» آراء تقدمية، كان يدعو إلى تعميم التعليم بين كل أبناء الشعب بغض النظر عن انتماءاتهم الطبقية.